# Antinoüs
Pour les articles homonymes, voir Antinoüs (homonymie).
Antinoüs (prononcé /ɑ̃.ti.nɔ.ys/ ; latin : Antinous ; Ἀντίνοoς / Antínoos) est un jeune homme originaire de Bithynie ayant vécu durant le premier tiers du IIe siècle apr. J.-C., connu essentiellement pour avoir été le favori et l'amant de l'empereur romain Hadrien (r. 117-138). En octobre 130, âgé de 20 ans environ, il meurt noyé dans le Nil, dans des circonstances qui restent mystérieuses. Divinisé par Hadrien, Antinoüs est représenté dans un grand nombre d'œuvres d'art qui en font l'un des visages les plus célèbres de l'Antiquité.

## Biographie

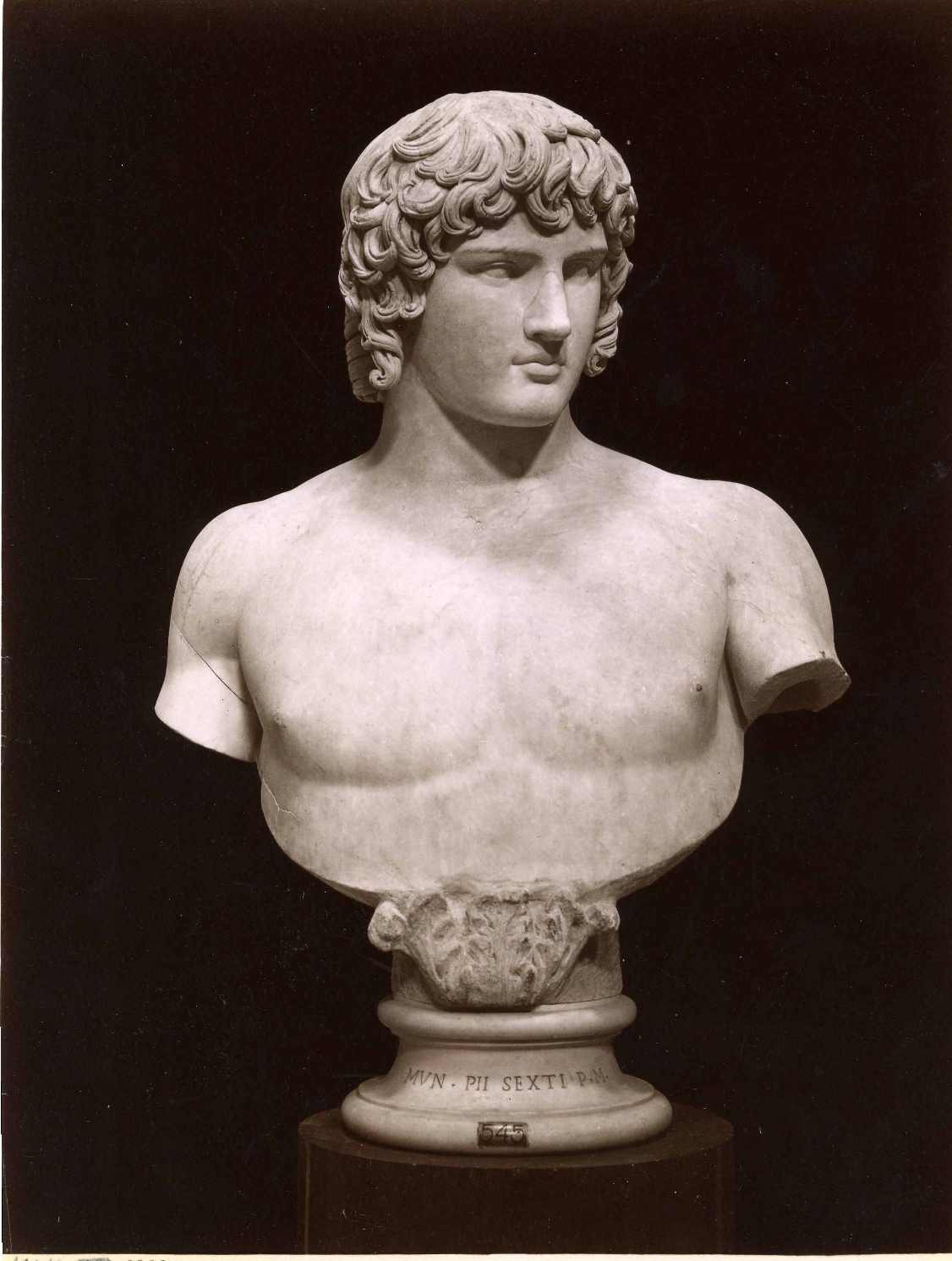
Antinoüs par un sculpteur inconnu.
Photo d'Anderson vers 1860.

Peu de choses sont connues d'Antinoüs avant sa rencontre avec Hadrien. Il naît en Bithynie (province d'Asie Mineure) à Mantinium, un bourg de la cité de Bithynium-Claudiopolis (actuelle Bolu). Sa date de naissance ne peut être déterminée que par référence à celle, relativement bien connue, de sa mort : Antinoüs meurt en octobre 130, alors qu'il est encore jeune homme. Sur la base des représentations statuaires, qui le montrent âgé de 20 ans au plus, on s'accorde à placer sa date de naissance vers 110-112.

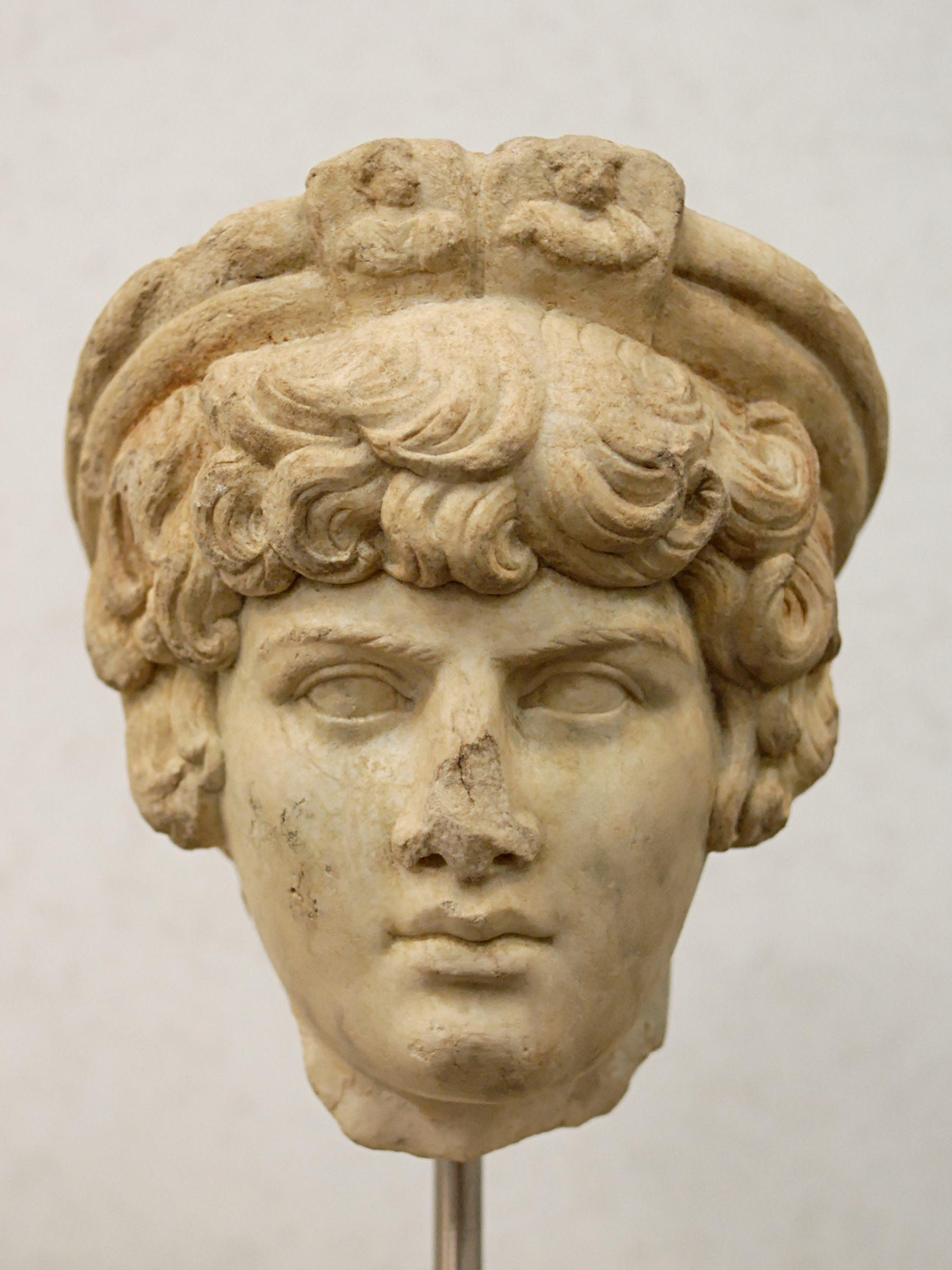
Portrait d'Antinoüs couronné provenant du sanctuaire de la Grande Mère à Ostie, palais Massimo alle Terme.

Aucun texte ne mentionne le lieu ni la date de sa rencontre avec Hadrien. Selon toute vraisemblance, elle a lieu à l'hiver 123 ou au printemps 124, lors de la visite de l'empereur à Claudiopolis. Il devient alors le favori d'Hadrien. Sa présence dans l'entourage impérial n'est mentionnée officiellement qu'en 130, lors d'un voyage d'Hadrien en Égypte. En octobre, probablement le 25, il trouve la mort noyé dans le Nil, dans la région d'Hermopolis Magna dans des circonstances restées mystérieuses. Plusieurs explications sont avancées dès l'Antiquité. Hadrien lui-même évoque un simple accident, mais plusieurs auteurs y voient un sacrifice rituel où Antinoüs aurait servi de victime volontaire, soit pour prolonger les jours d'Hadrien, soit pour des pratiques divinatoires.
Hadrien est très affecté par la mort de son favori. De leur côté, les Égyptiens divinisent le jeune homme : ils voient dans les noyés du Nil les serviteurs d'Osiris. Une ville est même fondée sur le fleuve, Antinoupolis. Hadrien encourage le développement de la nouvelle religion en multipliant les œuvres d'art à l'effigie du jeune homme. Les Grecs reconnaissent également en Antinoüs un avatar d'Hermès. En 131-132 sont fondés les Antinoeia, jeux réservés aux éphèbes mêlant épreuves gymniques et concours musicaux. On distingue les Antinoeia « de la ville », c'est-à-dire Athènes, et ceux d'Éleusis. Mantinée, cité-mère de Bithynium, accueille le culte avec une ferveur particulière, d'autant plus que le nom du jeune homme rappelle celui d'Antinoé, fondatrice mythique de la ville. Son nom est donné à une constellation formée de cinq étoiles de l'actuelle constellation de l'Aigle ; mentionnée par Ptolémée dans son Almageste, elle sera finalement fondue dans l'Aigle. À Rome, le culte est reçu plus froidement, mais finit par s'implanter.

## Antinoüs dans l'art et la littérature

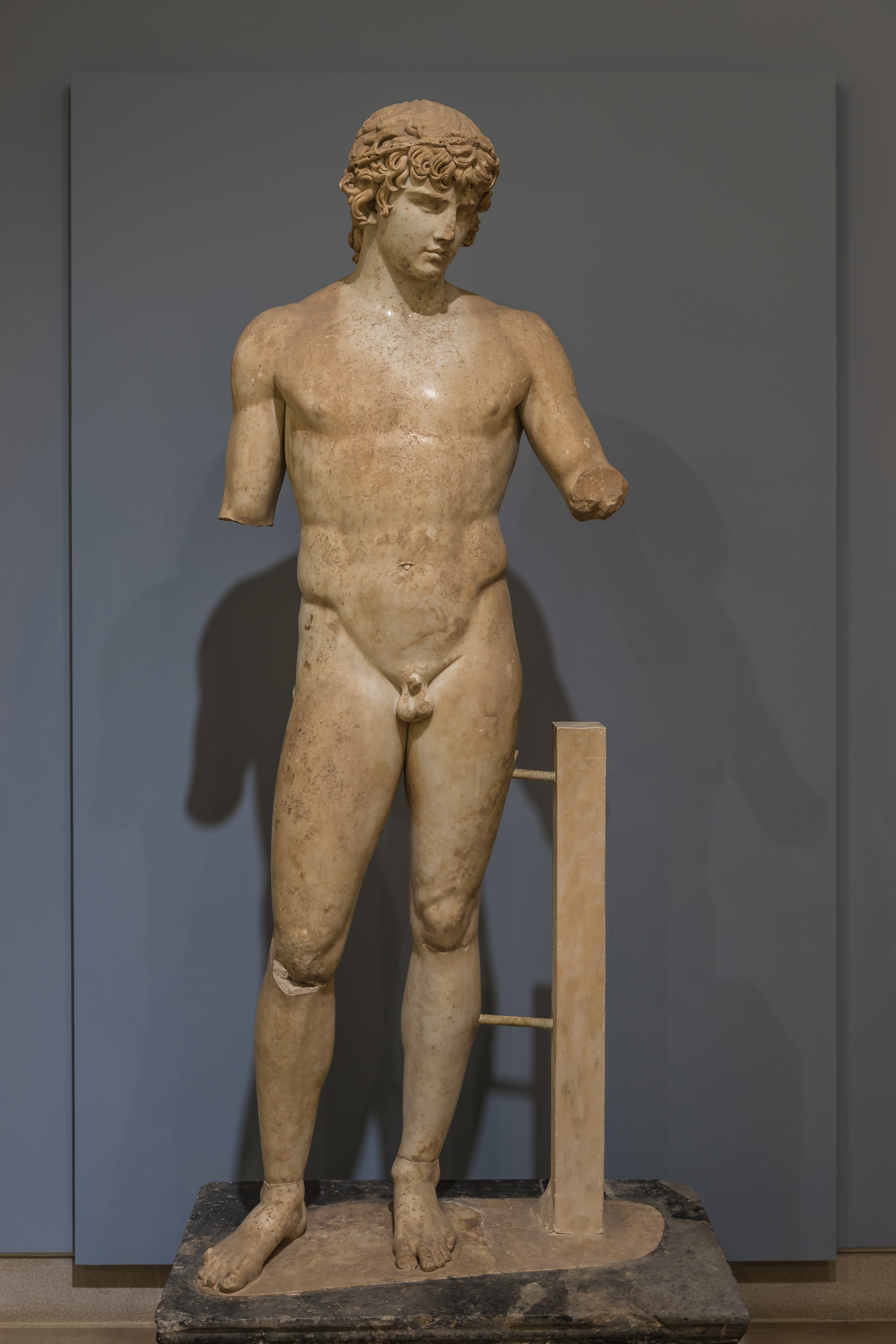
Antinoüs, musée archéologique de Delphes.

Les représentations artistiques d'Antinoüs se sont multipliées après sa mort par noyade dans le Nil, en 130. La plupart sont des statues, identifiables par les traits spécifiques du garçon et son attitude : tête tournée et penchée, yeux tournés vers le bas. Ces statues proviennent principalement de la villa d'Hadrien
Antinoüs nous est surtout connu aujourd'hui par les nombreuses sculptures à son image, sorte de personnification de la beauté idéale. On peut citer :
- la statue colossale d'Antinoüs avec les attributs de Dionysos-Osiris au Vatican ;
- le buste en marbre du musée de l'Ermitage à Saint-Pétersbourg ;
- le bas-relief d'Antinoüs avec les attributs de Dionysos au palais Massimo alle Terme à Rome ;
- l'Antinoüs Albani des musées capitolins à Rome ;
- l'Antinoüs avec les attributs d'Aristée au musée du Louvre à Paris ;
- l'Antinoüs égyptien portant un nemes surmonté de l'uræus, au musée du Louvre ;
- la statue de culte d'Antinoüs, œuvre de l'époque d'Hadrien  au musée archéologique de Delphes.

La relation d'Hadrien avec Antinoüs est racontée dans le roman de Marguerite Yourcenar, Mémoires d'Hadrien, en particulier dans la  partie intitulée Sæculum aureum (« siècle d'or »).  La vie du jeune homme a également inspiré le recueil de poèmes Antinoüs à Fernando Pessoa. L'Antinoüs Mondragone, dont les orbites sont vides, est au centre du roman de Jean Lorrain, Monsieur de Phocas.
L'auteur d’heroic fantasy Anne Robillard, dans sa série A.N.G.E., parle de l'empereur Hadrien ainsi que de son bien-aimé Antinoüs.
Dans Teleny, d'Oscar Wilde, Antinoüs et Hadrien apparaissent dans une sorte de vision, d'inspiration musicale, aux deux personnages principaux, Camille des Grieux et René Teleny, alors que Teleny joue du piano. Teleny lui dit après « Qui sait ? Peut-être mourrai-je pour vous, un jour, comme Antinoüs pour son maître… ».
Le dernier héritier mâle de la dynastie Krupp, Arndt von Bohlen und Halbach (en), notoirement homosexuel malgré un mariage de façade, avait nommé Antinoüs II son yacht (35 mètres de long) à bord duquel il menait une vie d'esthète et de riche oisif.
Antinoüs a inspiré une chanson d'Hervé Cristiani dont le titre est tout simplement « Antinoüs » ainsi qu'une chanson d'Hubert-Félix Thiéfaine, un automne à Tanger (Antinoüs nostalgia).

Dans son roman Les Misérables, Victor Hugo décrit le jeune révolutionnaire Enjolras en ces termes : 

« Enjolras était un jeune homme charmant, capable d’être terrible. Il était angéliquement beau. C’était Antinoüs farouche. »

Le compositeur Rufus Wainwright, consacre un opéra aux amours d'Antinoüs et d'Hadrien, créé le 13 octobre 2018 au Four Seasons Centre (en) à Toronto par la Canadian Opera Company.

### Identification des traits

Bustes d'Antinoüs
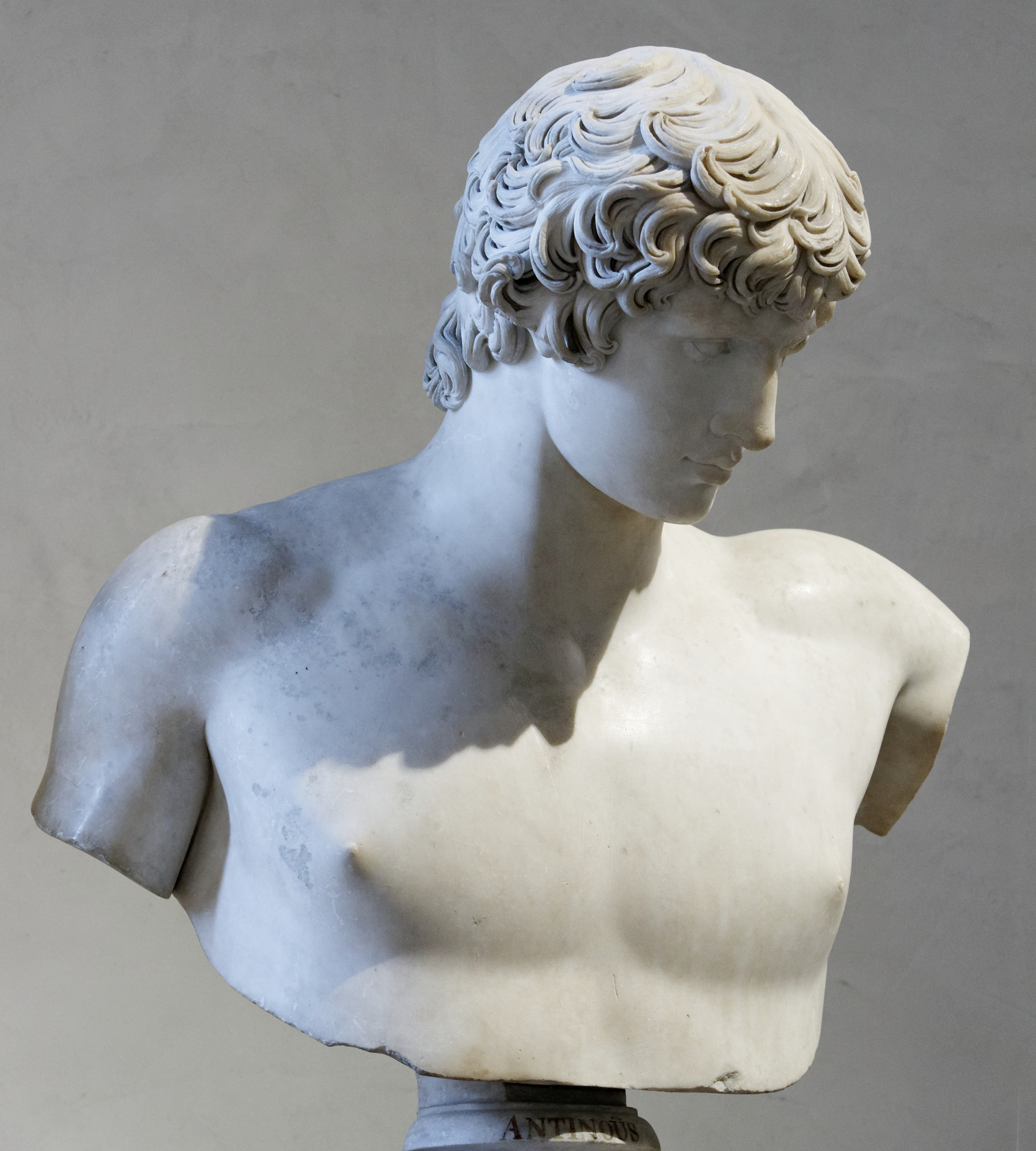
Antinoüs d'Écouen.
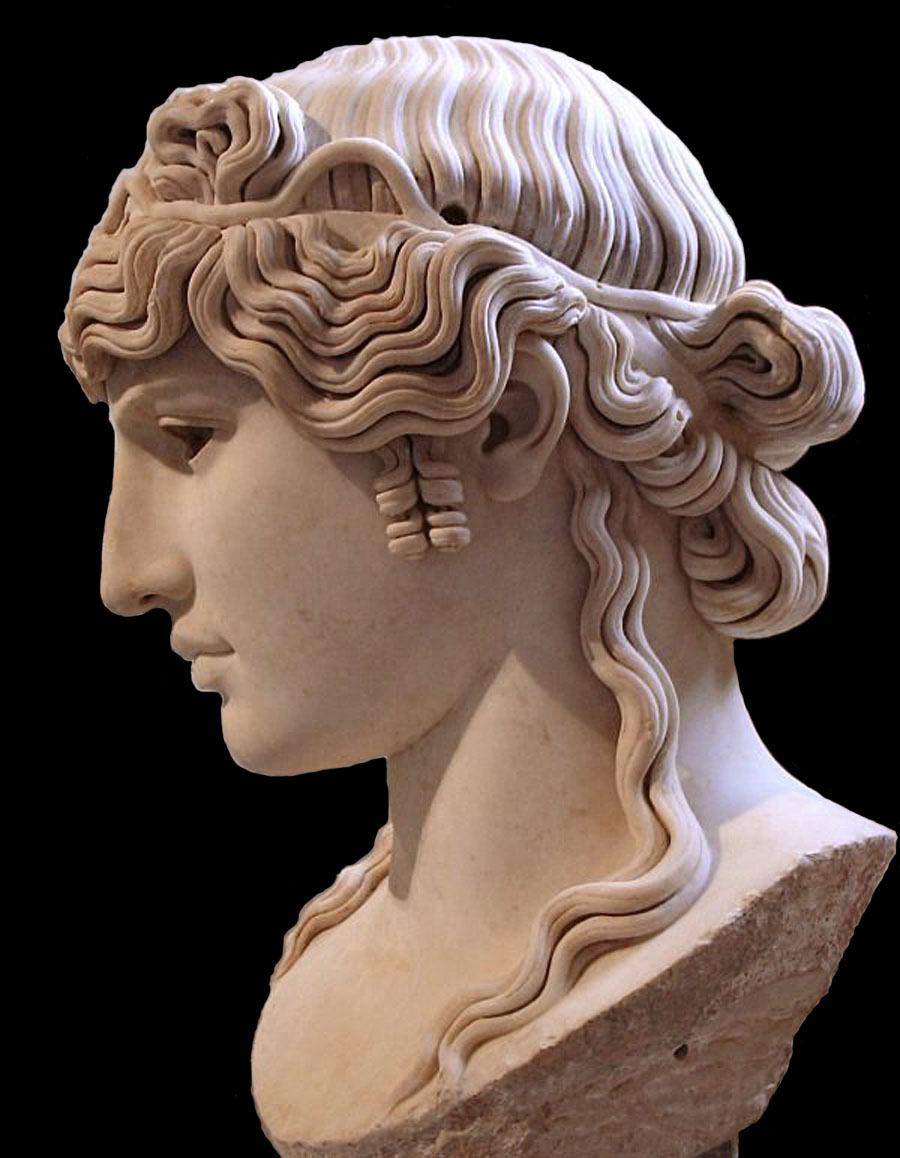
Antinoüs Mondragone. Louvre.
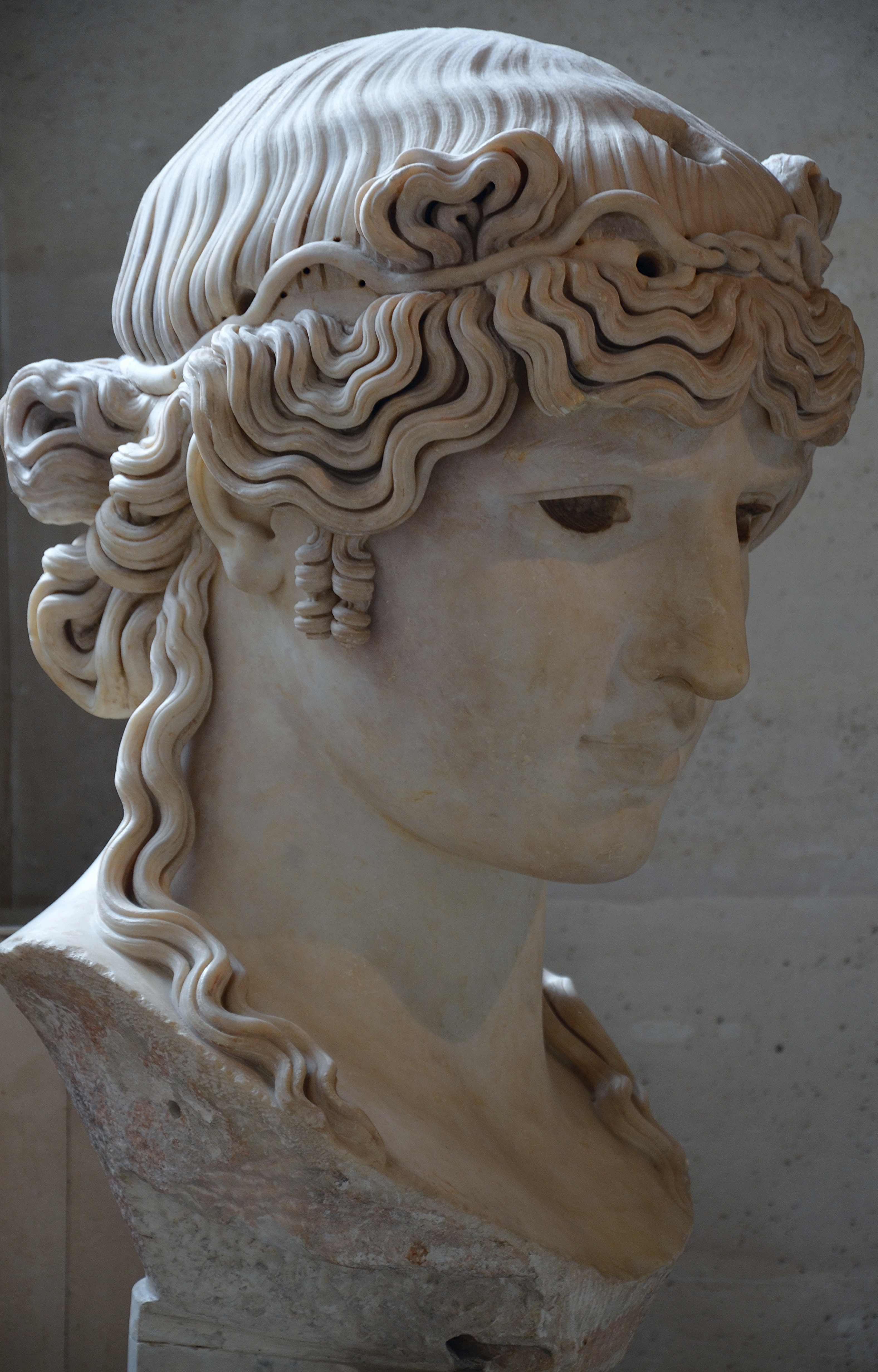
Antinoüs Mondragone, représentation dont les yeux ont été perdus.
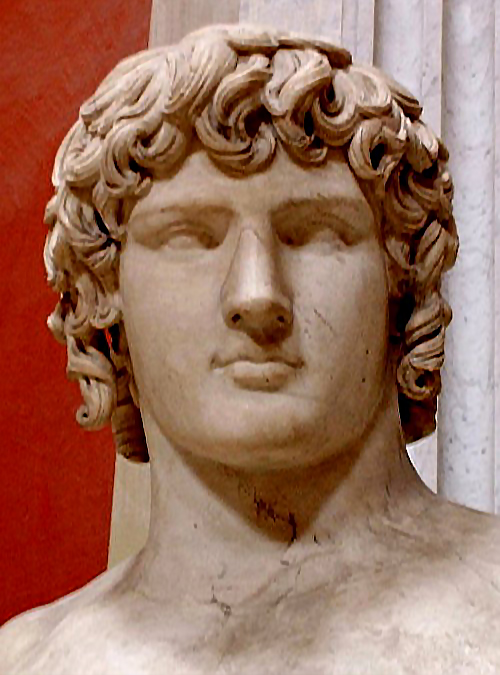
Buste colossal du Vatican.
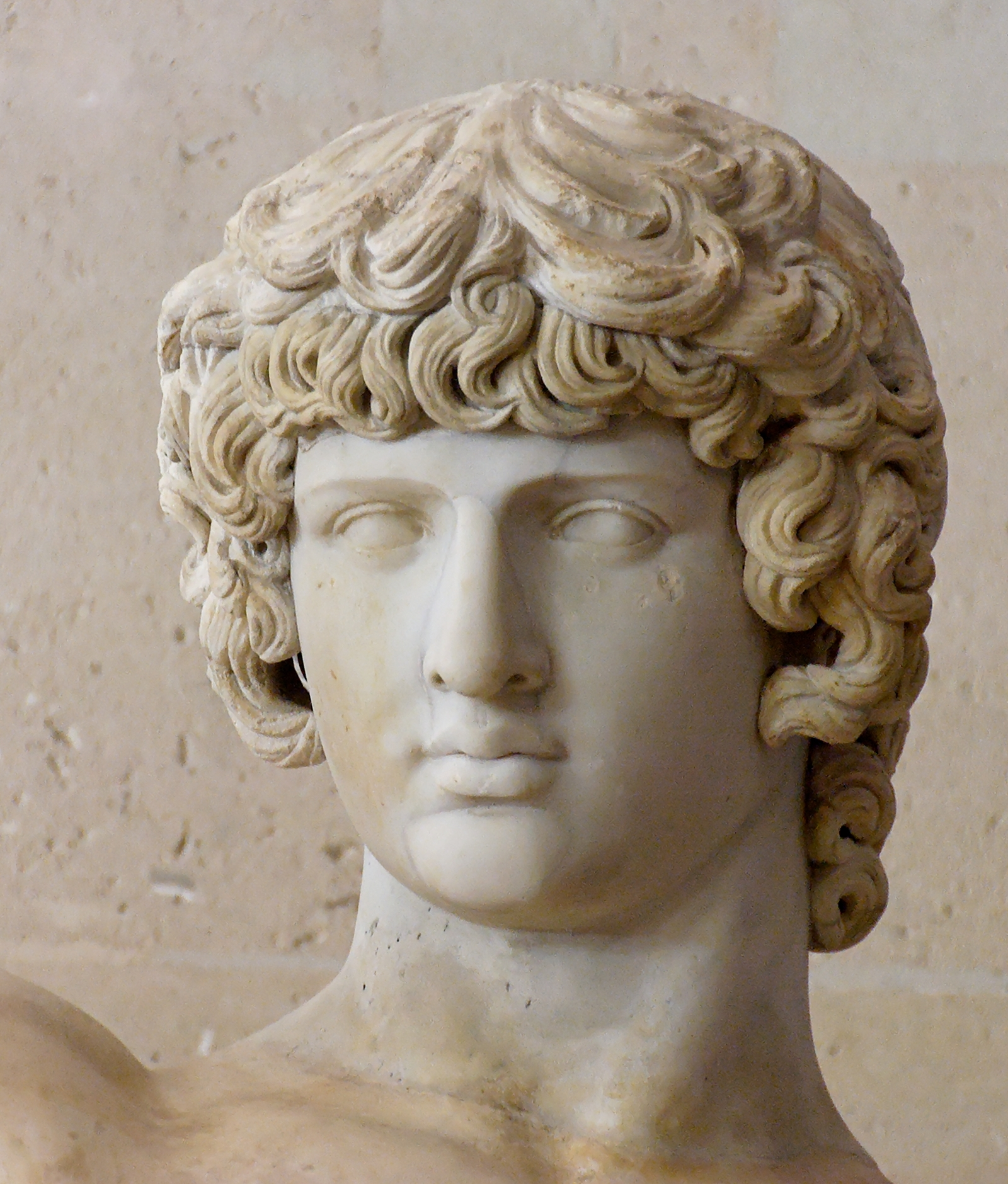
Tête de l'Antinoüs Braschi du Louvre.

Si la beauté d'Antinoüs a peut-être été idéalisée, des traits communs à l'ensemble des statues qui le représentent reflètent sans doute le modèle original. Les portraits d'Antinoüs se caractérisent par une chevelure aux mèches irrégulières et drues, qui s'arrête souvent à la base de la nuque. Les yeux sont grands, soulignés par des sourcils marqués et arqués. L'expression du visage est souvent mélancolique, avec les yeux penchés vers le bas. Les joues et le cou pleins soulignent le jeune âge d'Antinoüs.

### Représentations divinisées

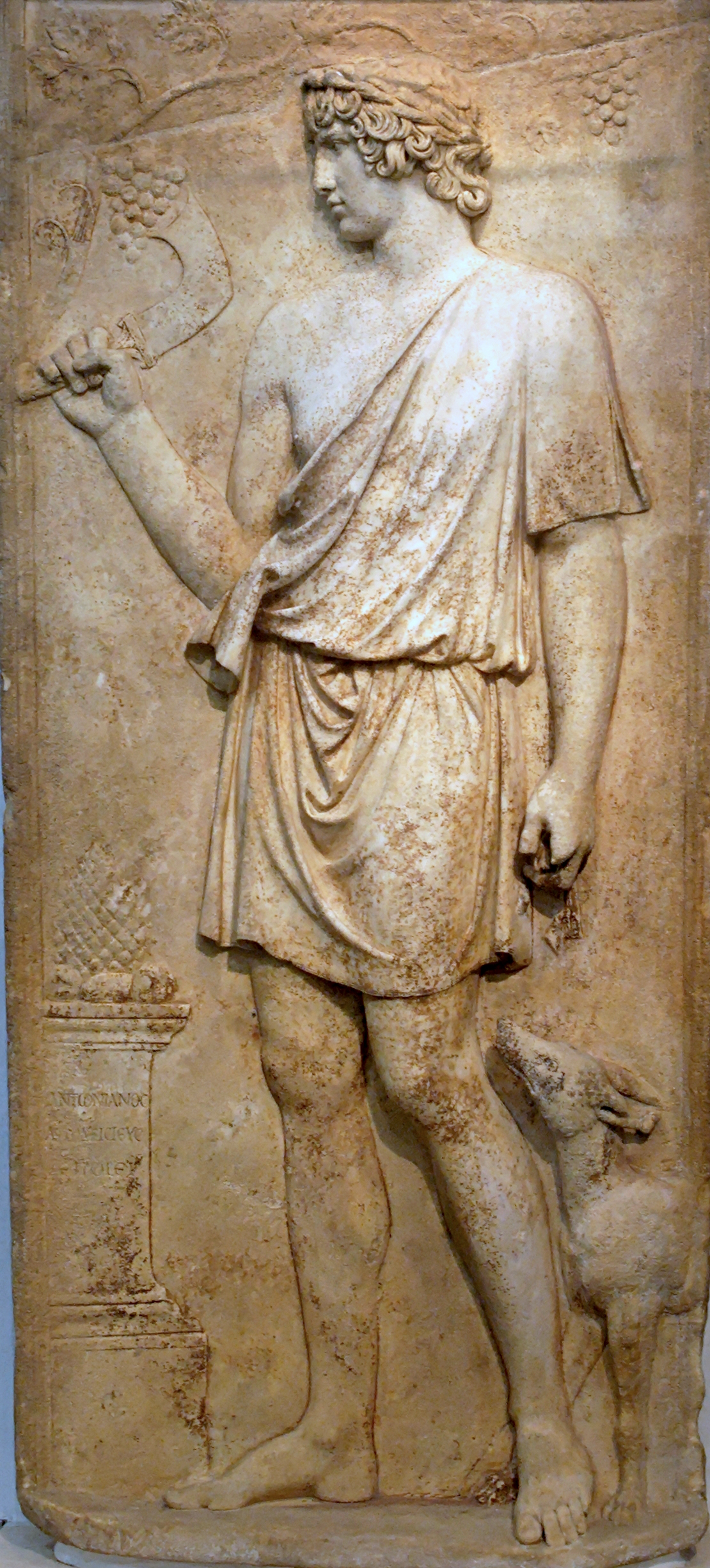
Bas-relief d'Antinoüs.

Antinoüs est souvent représenté avec les attributs d'autres dieux. L'Antinoüs colossal du Musée Pio-Clementino au Vatican lui donne les attributs de Dionysos : thyrse, ciste mystique (aux pieds du dieu), couronne de lierre et de pommes de pin, bandelettes dans la chevelure. Une autre interprétation est celle d'Osiris : la pomme de pin au sommet de la couronne peut aussi être considérée comme un uræus. Or Antinoüs a été divinisé par les Égyptiens comme une figure osirienne, en raison de sa noyade dans le Nil.
Cette identification est plus poussée dans le buste d'Antinoüs (musée du Louvre) portant l'uræus et le némès, attributs caractéristiques de pharaons, qui le séparent du reste des mortels.
Le bas-relief du palais Massimo alle Terme reprend l'identification en Dionysos, cette fois dans son rôle de dieu de la vigne : accompagné par un chien, familier du dieu, Antinoüs porte la serpe utilisée par les vendangeurs pour la récolte, dans un mouvement pour trancher une grappe. À ses pieds, une colonne porte une pomme de pin.
Antinoüs est encore parfois représentée en Aristée, divinité des jardins et domestiqueur des abeilles (Ma 578, musée du Louvre).

Quelques représentations divinisées
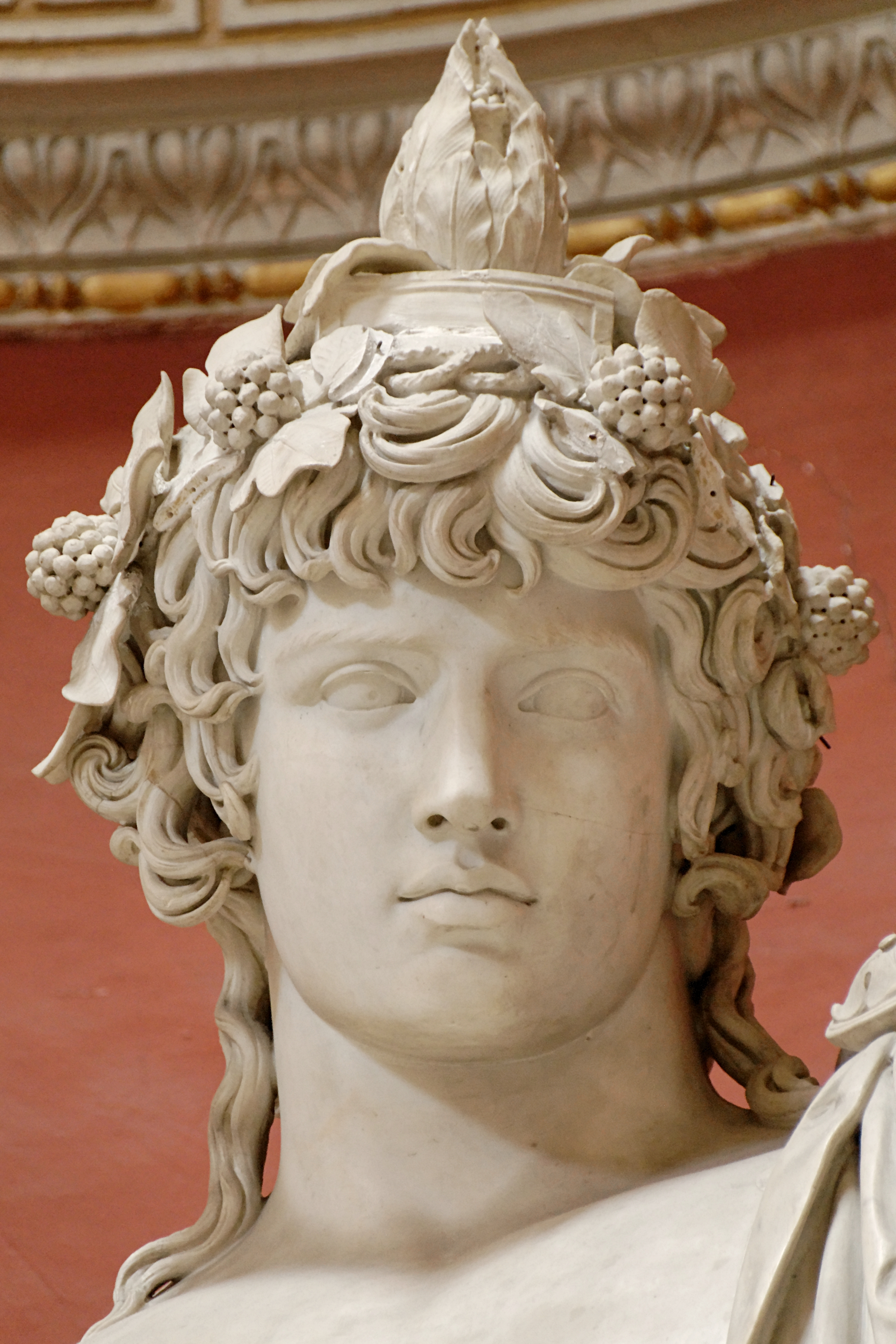
Antinoüs en Dionysos-Osiris (détail).
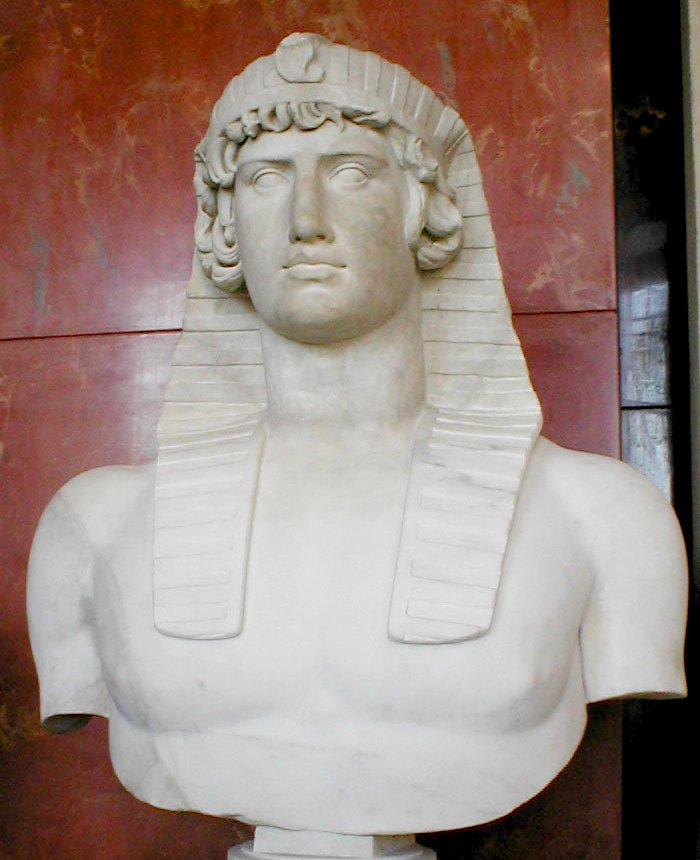
Antinoüs en Osiris.
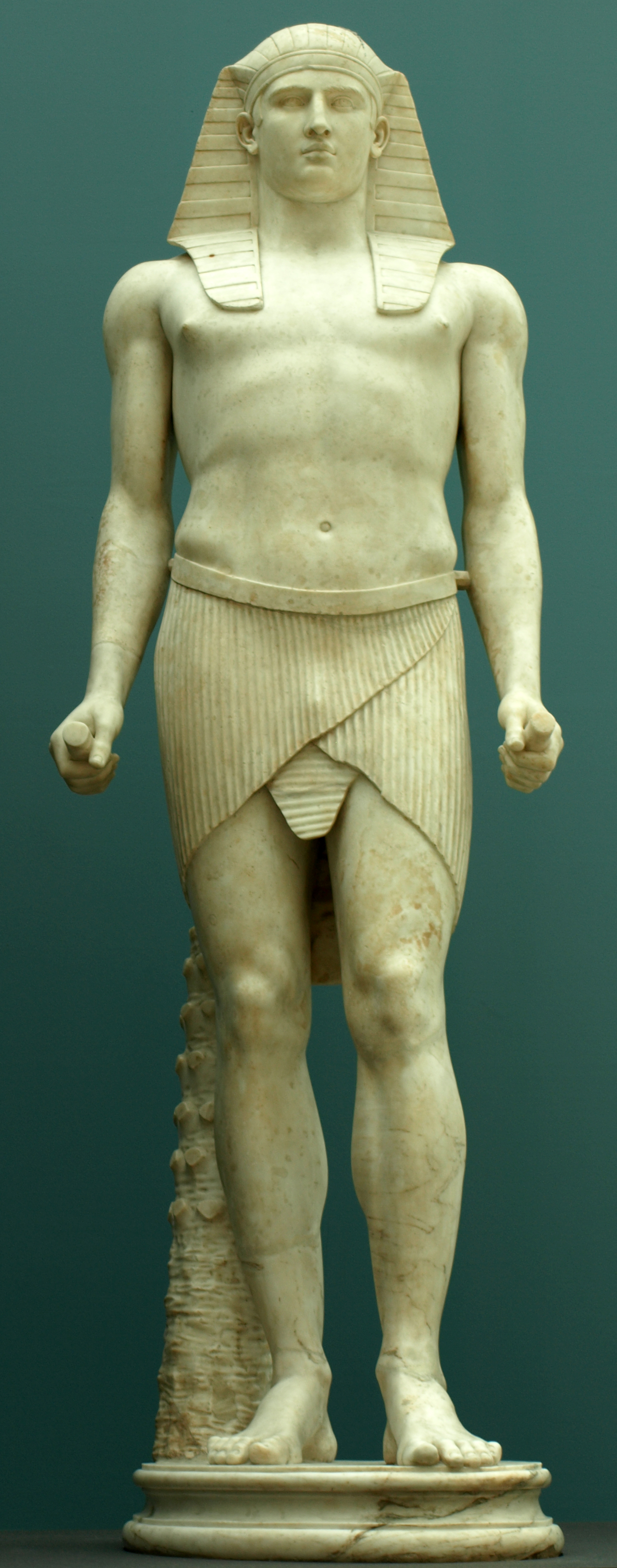
Antinoüs en Osiris (Vatican).

### Problèmes d'interprétation

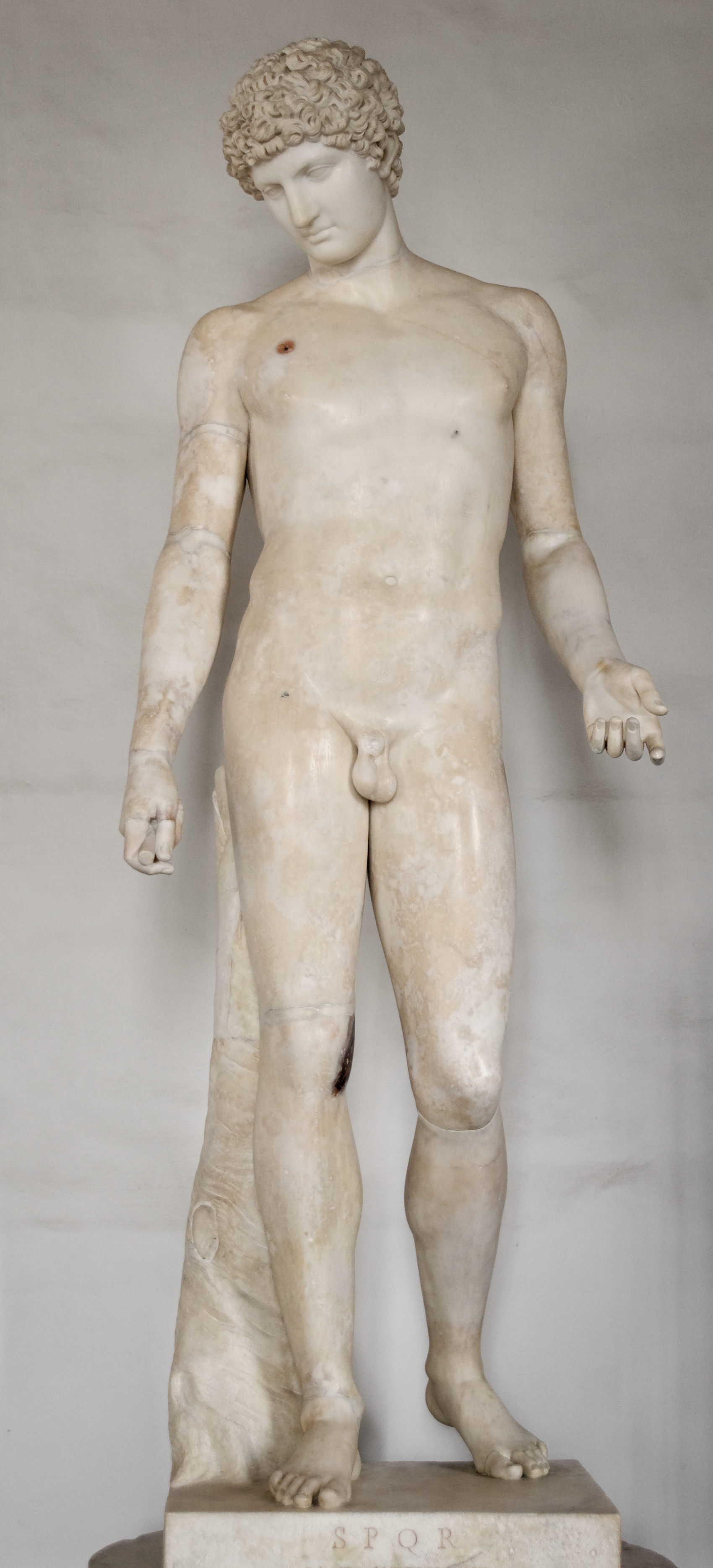
Antinoüs Albani.

L'Antinoüs Albani se trouve dans la salle du gladiateur du Palais neuf (musées capitolins, Rome). Il tire son nom de son premier acheteur moderne connu, le cardinal Albani, qui en fit l'acquisition en 1733 sous le nom d'« Antinoüs provenant de la villa hadrienne ». Il fut ensuite acheté par le pape Clément XII pour le musée pontifical du palais du Vatican, actuel musée Pio-Clementino.
Le jeune homme tient dans sa main droite le bâton du héraut (actuellement mutilé), attribut d'Hermès (cf. caducée). En revanche, l'identification avec l'amant d'Hadrien a parfois été discutée. Les traits du jeune homme, cependant, sont conformes aux autres représentations certaines d'Antinoüs ; la tête tournée et les yeux regardant vers le bas sont également des caractéristiques. Enfin, la provenance (villa hadrienne) de la statue achève de constituer un faisceau d'indices.
La statue originale est généralement attribuée à Praxitèle, Euphranor ou Polyclète. Hadrien aurait fait copier la statue avec les traits de son favori.

### Bibliographie

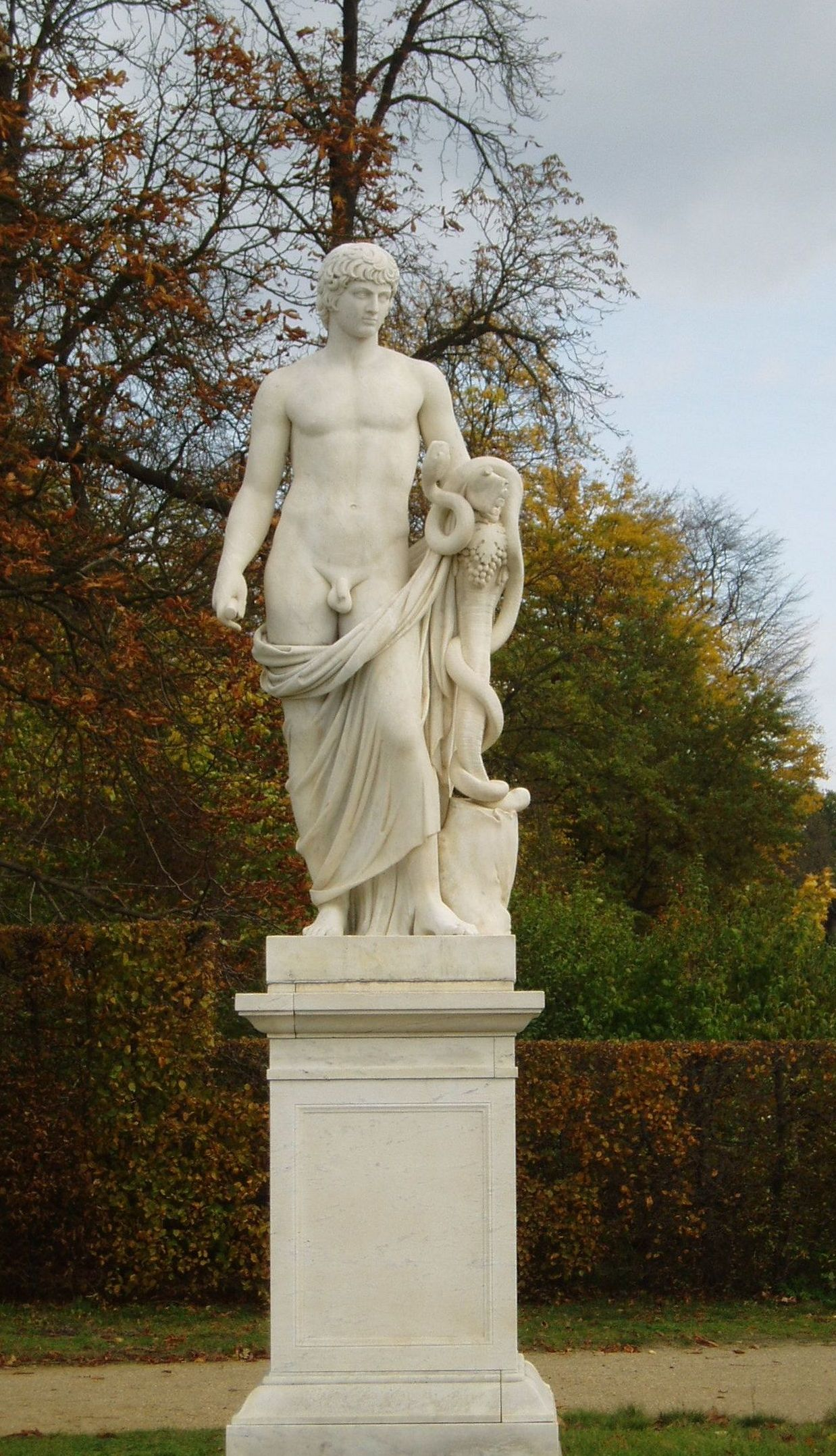
Antinoüs au serpent au Neues Palais de Potsdam (August Julius Streichenberg, 1852).

#### Sources
- Pausanias, Description de la Grèce, livre VIII, 9, trad. M. Jost, Les Belles Lettres, t. VIII, 1998.
- Dion Cassius, Histoire romaine, livre 69, 11
- Histoire Auguste, « Hadrien », 14, édi. bilingue latin-français André Chastagnol, Robert Laffont, coll. "Bouquins".
- Aurelius Victor, Livre des Césars, traduction et commentaires Pierre Dufraigne, Paris, Les Belles Lettres, 1975, rééd. 2003,  (ISBN 2-251-01018-1), 213 p.

#### Études
- Michèle Goslar, Antinoüs, de la pierre à l'écriture de Mémoires d'Hadrien de Marguerite Yourcenar,  Bruxelles,  CIDMY, 2007, 93 ill., 174 p.  (ISBN 2-960-02486-9).
- Guide des musées et de la cité du Vatican, Direction des monuments, musées et galeries pontificales, 1993.
- Les Musées capitolins, Electa, 2000.
- La Villa d'Hadrien, Electa, 2000.
- (en) Anthony R. Birley, Hadrian, the Restless Emperor, Londres, Routledge, 1997 (ISBN 0-415-22812-3).
- (de) Christoph W. Clairmont, Die Bildnisse des Antinous. Ein Beitrag zur Portraitplastik unter Kaiser Hadrian, Institut suisse à Rome, Rome, 1966.
- [Jean-Claude Grenier : « L'Osiris Antinoos », CENIM 1, Montpellier, 2008 (en ligne)  (ISSN 2102-6637).
- (en) Royston Lambert, Beloved and God. The Story of Hadrian and Antinous, Meadowland Books, New York, 1988  (ISBN 0-8216-2003-7).
- (it) Raffaele Mambella, Antinoo. "Un dio malinconico" nella storia e nell'arte, éd. Colombo, Rome, 2009.  (ISBN 978-88-6263-012-2).
- (de) Hugo Meyer: Antinoos. Die archäologischen Denkmäler unter Einbeziehung des numismatischen und epigraphischen Materials sowie der literarischen Nachrichten. Ein Beitrag zur Kunst- und Kulturgeschichte der hadrianisch-frühantoninischen Zeit, Fink, Munich, 1991  (ISBN 3-7705-2634-1).
- (en) Caroline Vout, « Antinous, Archaeology and History », The Journal of Roman Studies, vol. 95 (2005), p. 80-96.
- (en) Sarah Waters, « “The Most Famous Fairy in History”: Antinous and Homosexual Fantasy », Journal of the History of Sexuality, vol. 6, no2 (octobre 1995), p. 194-230.
- Daniel E. Herrendorf, Mémoires d'Antinoüs, publié sous les auspices de la Société internationale d'études yourcenariennes (SIEY), traduit de l'espagnol par Michel J. Wagner, présenté par Jean-Pierre Castellani, 212 pages, Paris, 2012,  (ISBN 978-2-86818-046-9), EST-Samuel Tastet Éditeur.